# Oleksandr Sorokalet
Oleksandr Sorokalet, född 27 mars 1959 i Sjostka, är en före detta sovjetisk volleybollspelare.
Sorokalet blev olympisk silvermedaljör i volleyboll vid sommarspelen 1988 i Seoul.